# Praktische Konkordanz
Das Prinzip der praktischen Konkordanz (zurückgehend auf lat. concordare „übereinstimmen“) ist ein Rechtsbegriff des deutschen Verfassungsrechts.
Das Prinzip dient der Suche nach Lösungen in den Fällen, in denen gleichrangige Verfassungsnormen miteinander kollidieren, die eine Norm aber nicht hinter die andere zurücktreten soll (sogenannte Prinzipienkollision). Für die konfligierenden Verfassungsschutzgüter soll damit ein möglichst schonender Ausgleich angestrebt werden. Da eine konkrete rechtliche Situation zu klären ist, müssen die Rechtsgüter im Lichte der Verfassung interpretiert werden, damit eine bedingte Vorrangrelation geschaffen werden kann. Es handelt sich dabei um eine Methode der Lösung von Normenkollisionen und somit um eine Kollisionsregel.
Verfassungsprinzipien sind somit grundsätzlich rechtlichen Abwägungen unterworfen. Nicht anwendbar ist die praktische Konkordanz jedoch in den Fällen der Kollision höher- mit nachrangigen Normen beziehungsweise spezielleren Normen, die allgemeinen Rechtsnormen gegenüberstehen. Die zurückgedrängte Regel bleibt in diesen Fällen außerhalb jedweder Anwendung.

## Ursprüngliche Bedeutung laut Konrad Hesse
Geprägt wurde der Begriff von Konrad Hesse, der ihn in der verfassungsrechtlichen Diskussion etablierte. Das Prinzip bedeutet laut Hesse:

„Verfassungsrechtlich geschützte Rechtsgüter müssen in der Problemlösung einander so zugeordnet werden, daß jedes von ihnen Wirklichkeit gewinnt. […] beiden Gütern müssen Grenzen gesetzt werden, damit beide zu optimaler Wirksamkeit gelangen können.“

Das Prinzip wird insbesondere zwischen Grundrechtsträgern (insbesondere zwischen Bürgern) bei einer Kollision eines Grundrechts mit einem anderen Grundrecht angewendet. Dabei darf nicht eines der Grundrechte auf Kosten des anderen im Sinne einer vorschnellen Güterabwägung realisiert werden. Vielmehr stellt nach Hesse das Prinzip der Einheit der Verfassung die Aufgabe einer simultanen Optimierung beider Rechtspositionen.

## Anwendung des Prinzips in Lehre und Praxis
Das Prinzip der praktischen Konkordanz hat in der verfassungsrechtlichen Diskussion viel Zustimmung erfahren. Mittlerweile ist allgemein anerkannt, dass Ziel eines verfassungsrechtlichen Abwägungsvorgangs sein muss (siehe dazu Verhältnismässigkeitsprinzip für die Situation in der Schweiz, sowie das entsprechende Prinzip in Deutschland), dass widerstreitende Grundrechtspositionen in praktische Konkordanz zu bringen sind. Auch das Bundesverfassungsgericht hat verschiedentlich die Herstellung von Konkordanz bei Grundrechtskollisionen gefordert. So heißt es etwa in der sogenannten Mutzenbacher-Entscheidung hinsichtlich der Kollision von Jugendschutz und Kunstfreiheit:

„Gerät die Kunstfreiheit mit einem anderen Recht von Verfassungsrang in Widerstreit, müssen vielmehr beide mit dem Ziel der Optimierung zu einem angemessenen Ausgleich gebracht werden. Dabei kommt dem Grundsatz der Verhältnismäßigkeit besondere Bedeutung zu […]. Bei Herstellung der geforderten Konkordanz ist daher zu beachten, daß die Kunstfreiheit Ausübung und Geltungsbereich des konkurrierenden Verfassungsrechtsgutes ihrerseits Schranken zieht (vgl. BVerfGE 77, 240 [253]). All dies erfordert eine Abwägung der widerstreitenden Belange und verbietet es, einem davon generell – und sei es auch nur für eine bestimmte Art von Schriften – Vorrang einzuräumen.“

Das Prinzip der praktischen Konkordanz wird häufig nur für die Fälle der Kollision mit vorbehaltlos garantierten Grundrechten genannt. Grundsätzlich ist es aber bei jeder Art von Grundrechtskollisionen und konfligierenden Aspekten von Verfassungsprinzipien anwendbar. Strittig ist, ob die Anwendung des Prinzips der praktischen Konkordanz schon im Sinne einer systematischen Interpretation zu einer Begrenzung bereits des Schutzbereiches eines vorbehaltlosen Grundrechts führen kann, oder ob das kollidierende Verfassungsrecht eine immanente Schranke darstellt und so Eingriffe rechtfertigt, wenn die Kollision im Sinne praktischer Konkordanz ausgeglichen wird. Die Verfassungsrechtsprechung ist in dieser dogmatischen Frage nicht immer einheitlich.

## Herstellung eines „angemessenen Ausgleichs“
Derselbe Gedanke, der hinter dem Prinzip der praktischen Konkordanz steckt, steht auch hinter der von Peter Lerche aufgeworfenen Forderung nach einem angemessenen Ausgleich kollidierender, verfassungsrechtlich relevanter Schutzgüter als Leitbild und Legitimationsreservoir bei Grundrechtsbeschränkungen. Dies soll nach Lerche insbesondere beim Zusammentreffen kollidierender Verfassungsgüter zur Anwendung kommen; wenn also mangels ausdrücklicher Ermächtigungen zur Grundrechtsbeschränkung „Ausgleichsnotwendigkeiten kraft verfassungsrechtlicher Legitimation bestehen“.

## Internationale Anerkennung
Das in Deutschland entwickelte Prinzip der praktischen Konkordanz wurde von vielen Verfassungsordnungen übernommen, so etwa in Frankreich und in Portugal, wo es als Begriffsbezeichnung durch Schrifttum und Rechtsprechung wortgleich übernommen wurde. Auch das schweizerische Bundesgericht wendet das Prinzip in seiner Rechtsprechung an.